# Reischenau

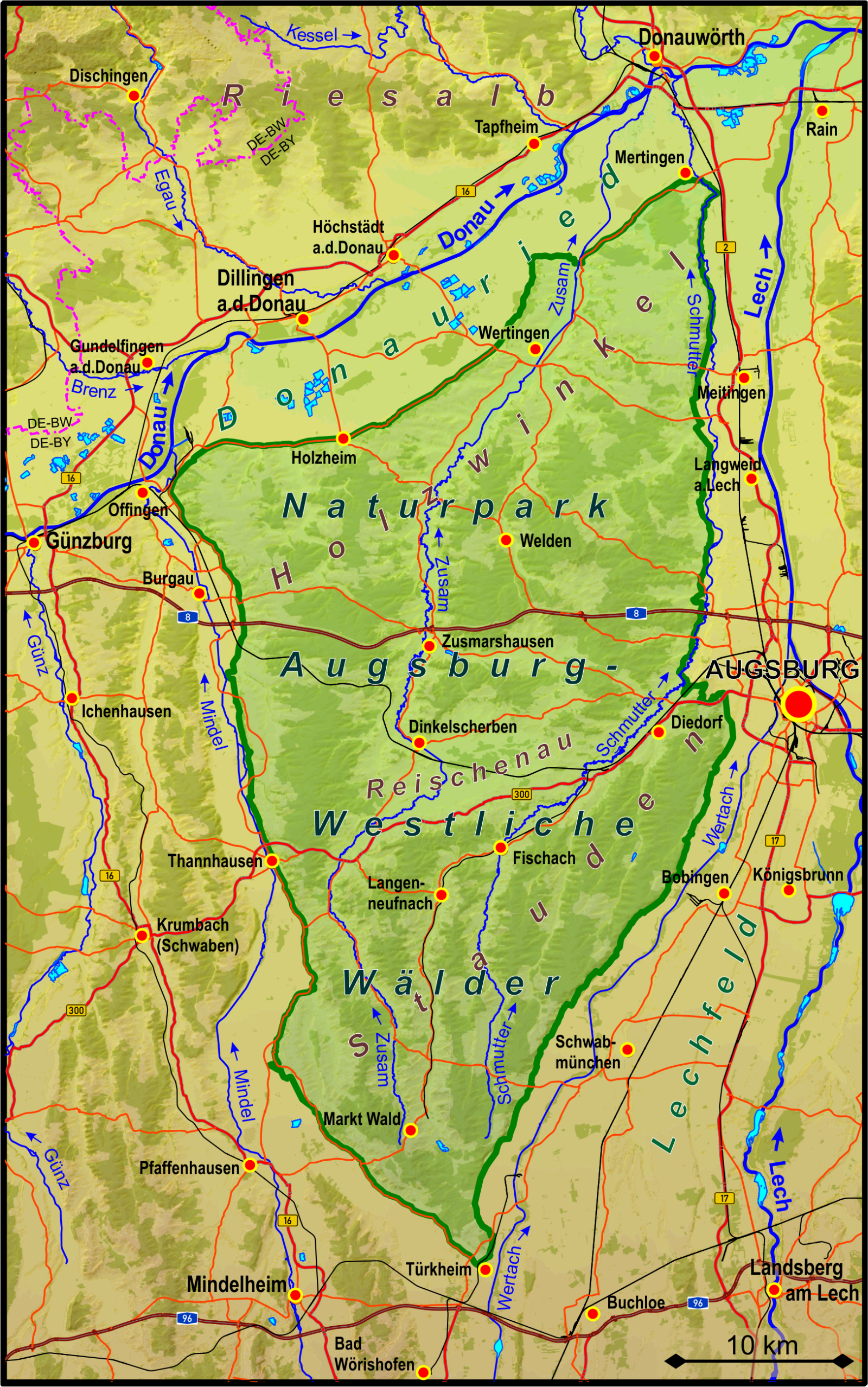
Lage und Topografie des Naturparks Augsburg – Westliche Wälder, darin ist die Reischenau gekennzeichnet

Die Reischenau ist der mittlere Teil des Naturparks Augsburg-Westliche Wälder. Anders als die angrenzenden sehr waldreichen Landschaften – die Stauden südlich, und der Holzwinkel nördlich der Reischenau – war sie ehemals ein ausgedehntes Niedermoorgebiet in einem von der Zusam geschaffenen Talkessel. Von der moorigen Landschaft und den dort wachsenden Reischen (Binsen) leitet sich der Name ab, der schon aus dem 11. Jahrhundert (Rischinaowa) bzw. 13. Jahrhundert (Rischenawe) überliefert ist.
Entwässert wird die Reischenau vom Reichenbach, der Kleinen Roth und der Zusam, in die beide münden und die in einem großen Ostbogen die Reischenau durchfließt.
Die größten Orte in der Reischenau sind
- im Landkreis Augsburg
  - in der Gemeinde Dinkelscherben: Dinkelscherben, Anried, Breitenbronn, Ettelried, Fleinhausen, Häder, Lindach, Oberschöneberg und Ried;
  - in der Gemeinde Kutzenhausen: Kutzenhausen, Agawang, Buch und Maingründel;
  - in der Gemeinde Ustersbach: Ustersbach und Mödishofen;
- im Landkreis Günzburg
  - in der Gemeinde Ziemetshausen: Schönebach.

Die Bundesstraße 300 ist ungefähr die südliche Grenze der Reischenau zu den Stauden.

## Sehenswürdigkeiten in der Reischenau
- Heimatmuseum Dinkelscherben
- Reste der Burg Zusameck bei Dinkelscherben
- die  erhalten gebliebenen Niedermoorflächen der Reischenau mit teilweise seltenen Tier- und Pflanzenarten